# Beinwil (Freiamt)
Beinwil (Freiamt) (do 1950 Beinwil bei Muri, gsw. Böiel) – gmina (niem. Einwohnergemeinde) w Szwajcarii, w kantonie Argowia, w okręgu Muri. Liczy 1183 mieszkańców (31 grudnia 2020).